# حت

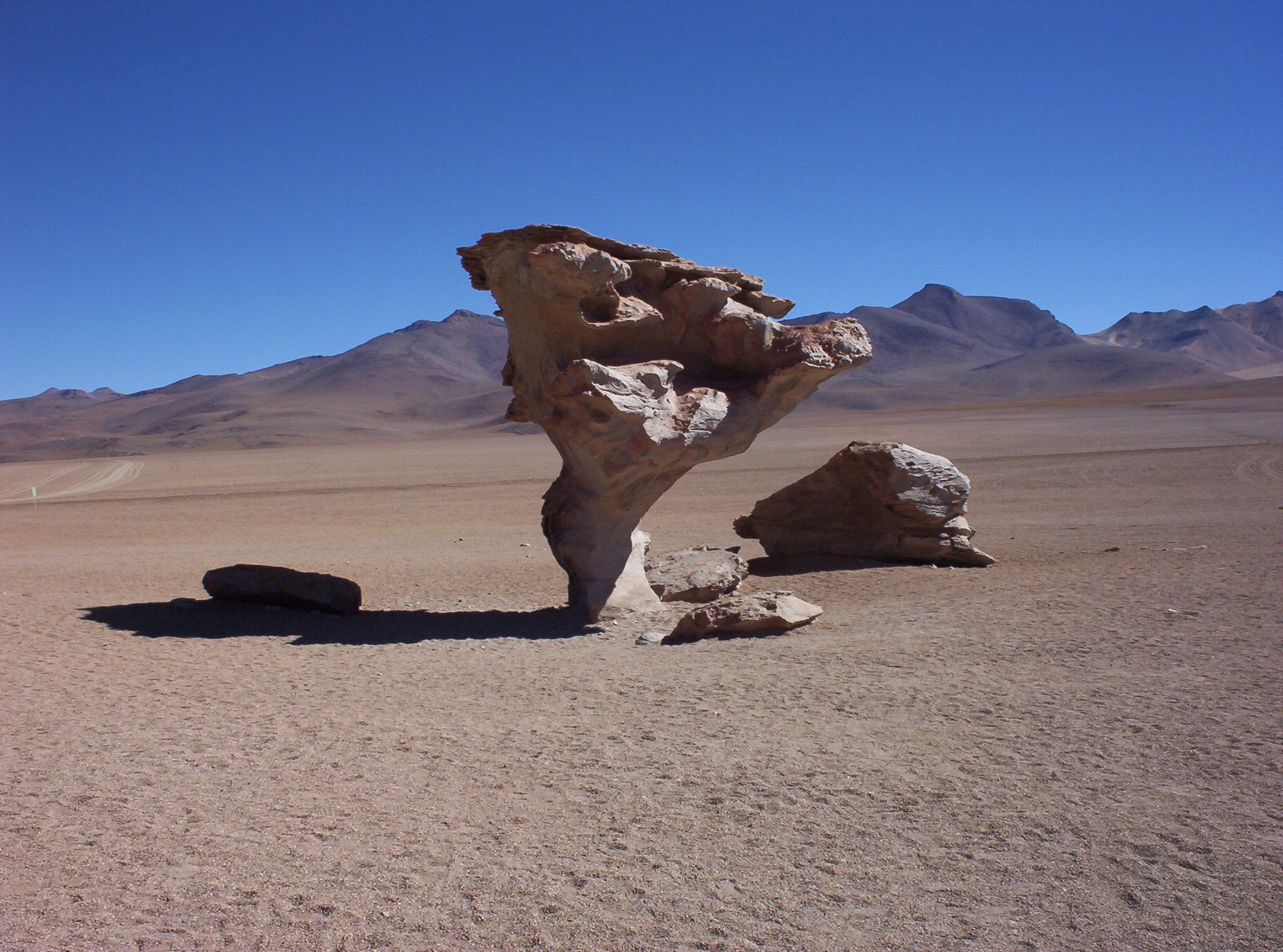

التخريش أو التحات الطبيعي أو الحت هو مكان طرح صخور الشاطئ مع بعضها بفعل الأمواج وتكسرها إلى جسيمات أصغر.
ويمكن أن يشير الحت إلى تعرية المجاري المائية وتجريفها. ويشتمل الحت على تعرية الأسطح التي يتدفق عليها الماء بفعل الجسيمات المتنقلة عبر المياه أو بسبب السحق الذي تتسبب به هذه الجسيمات.

## قائمة المصادر
- Huggett, Richard John (2007), Fundamentals of Geomorphology. Routledge, London, UK